# 東松快征
東松 快征（とうまつ かいせい、2005年4月29日 - ）は、愛知県東海市出身のプロ野球選手（投手）。左投左打。 オリックス・バファローズ所属。

## 経歴

### プロ入り前
東海市立加木屋小学校で1年生の時に加木屋JBCで野球を始める。東海市立加木屋中学校在学時は硬式野球のクラブチームである東海中央ボーイズでプレーした。
享栄高等学校へ進学し、1年秋からベンチ入り。2年夏からエースを務め、愛知大会でベスト4に進出したが、東邦との準決勝では前日に左肩を痛めた影響で打ち込まれ、敗れた。同年秋の練習試合で自己最速を更新する152km/hを計測した。3年夏は愛知大会準々決勝で愛工大名電に7失点し、敗れた。3年間で甲子園大会出場はなし。2学年上に竹山日向と菊田翔友がいた。
2023年9月7日にプロ志望届を提出。同年10月26日のドラフト会議にてオリックス・バファローズより3巡目で指名を受け、11月17日に、契約金5000万円、年俸600万円で入団に合意した（金額は推定）。背番号は48。

### オリックス時代
2024年はウエスタン・リーグで7試合に登板するも、0勝3敗、防御率15.43という成績に終わった。ただ、ストレートの最速は150km/hを超えており、平均球速も145km/hであった。
2025年は春季キャンプを一軍で迎えた。そのまま開幕一軍を勝ち取ったものの、登板機会なく4月5日に出場選手登録を抹消された。

## 選手としての特徴・人物
最速152km/hのストレートにカーブ、スライダー、チェンジアップを交える。
目標とする選手は小笠原慎之介。

## 詳細情報

### 記録

#### 初記録
投手記録
- 初登板：2025年7月19日、対千葉ロッテマリーンズ14回戦（ZOZOマリンスタジアム）、7回裏に3番手で救援登板・完了、2回2失点[11]
- 初奪三振：同上、7回裏に髙部瑛斗から空振り三振[11]
- 初先発登板：2025年7月27日、対福岡ソフトバンクホークス14回戦（みずほPayPayドーム福岡）、3回1/3を3失点で敗戦投手[12]

### 背番号
- 48（2024年[7] - ）